# Pedicularis macrosiphon
Pedicularis macrosiphon är en snyltrotsväxtart som beskrevs av Adrien René Franchet. Pedicularis macrosiphon ingår i släktet spiror, och familjen snyltrotsväxter. Inga underarter finns listade i Catalogue of Life.